# De Oude Molen (Kruiningen)
De Oude Molen is een korenmolen in Kruiningen in de Nederlandse provincie Zeeland.
De molen werd in 1801 gebouwd en is tot 1953 op windkracht in bedrijf gebleven. In 1959 volgde aankoop door de gemeente. In 1964-'65 en tussen 1986 en 1992 is de molen geheel gerestaureerd. In 2001 is de molen in zijn geheel een stukje verplaatst nadat de windvang op de oude plek in het gedrang was gekomen. Een vrijwillig molenaar stelt de molen regelmatig in bedrijf.
De roeden van de molen zijn circa 20,70 meter lang en zijn voorzien van het Oudhollands hekwerk met zeilen. De molen is ingericht met twee koppels maalstenen.